# Гетто в Ленино (Слуцкий район)
Гетто в Ле́нино (Слуцкий район) (лето 1941 — 7 июня 1942) — еврейское гетто, место принудительного переселения евреев деревни Ленино (до 1921 года — Рома́ново) Слуцкого района Минской области и близлежащих населённых пунктов в процессе преследования и уничтожения евреев во время оккупации территории Белоруссии войсками нацистской Германии в период Второй мировой войны.

## Оккупация Ленино и создание гетто
Деревня Ленино (до 1921 года называлась Романово) была захвачена немецкими войсками с 24 июня 1941 года до 30 июня 1944 года.
Реализуя нацистскую программу уничтожения евреев, немцы организовали в местечке гетто. После приказа евреям переселиться в гетто немцы сразу расстреляли несколько человек за якобы медленное исполнение приказа. В гетто оказались около 140 ещё живых евреев Ленино.

## Условия в гетто
Под гетто в конце Копыльской улицы было выделено восемь полуразрушенных и почти сгнивших домов.
Евреям запрещалось появляться без нашивки на верхней одежде в виде жёлтой шестиконечной звезды. Выходить из гетто запрещалось, и евреев выводили только на принудительные работы.
Вначале территория гетто не была огорожена, но патрулировалась полицаями. Однако после удавшегося побега нескольких узников гетто со стороны деревни обнесли колючей проволокой и поставили сторожевые посты. С другой стороны гетто примыкало к непроходимому болоту, и там ограждение не требовалось.

## Уничтожение гетто
В Ленино располагался полицейский гарнизон, но местных коллаборационистов для карательных операций не хватало. Потому немцы привозили им в помощь полицаев с Украины и Прибалтики.
7 июня 1942 года из Слуцка приехали каратели, которые собрали евреев и колонной повели их к местному православному кладбищу — у дороги на деревню Савково за мостом через речку Морочь. Евреям приказали спускаться в заранее вырытую яму и ложиться лицом вниз, после чего по людям открывали огонь. Во время этой «акции» (таким эвфемизмом нацисты называли организованные ими массовые убийства) были убиты все евреи деревни. Спасся только один еврейский мальчик, которого всё равно вскоре нашли и тоже убили. Через несколько дней местным крестьянам приказали засыпать яму.
Кмиссия ЧГК подтвердила, что евреи Ленино (примерно 140 человек) были убиты в 1942 году в урочище Глинищи рядом с русским кладбищем местечка. Расстрельная яма имела длину 7 метров, ширину — 4 метра. У большинства убитых, среди которых мужчины, женщины и дети, в черепе имелось сквозное пулевое отверстие.

## Случаи спасения
Нескольким молодым евреям удалось бежать и примкнуть к партизанам. Также спаслась восемнадцатилетняя Мария Мироновна Еловец, которая смогла сбежать из гетто перед его ликвидацией, пряталась в деревне Крошня у Алеся Рамановича Мартынчика, который затем переправил её к партизанам.

## Память

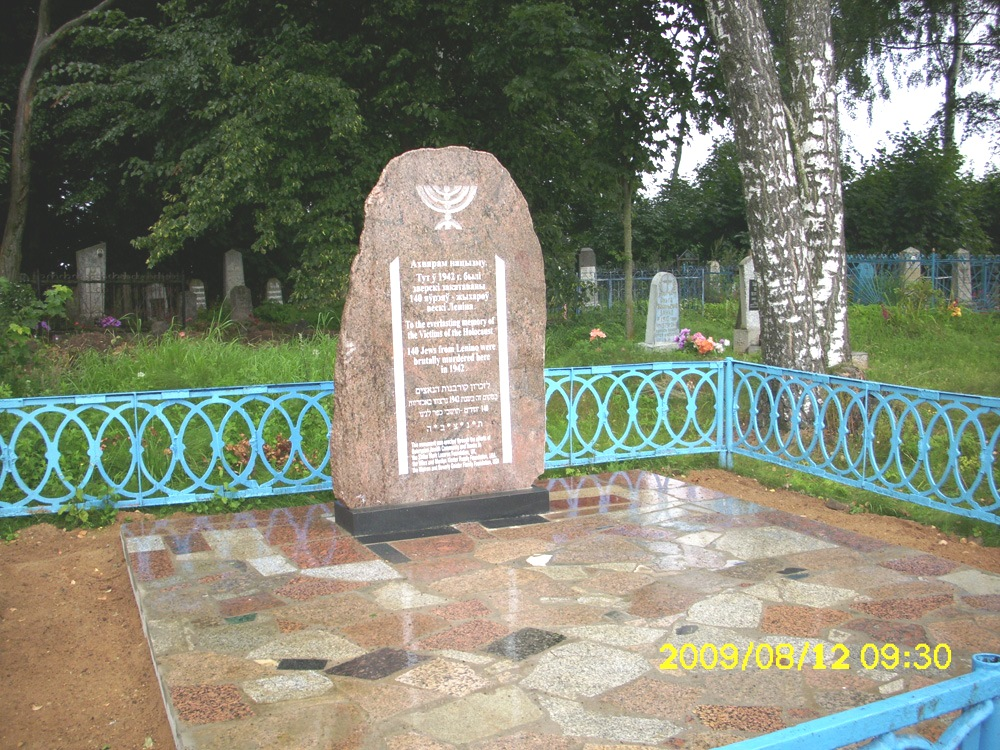
Новый памятник евреям Ленино (Романово)

После войны останки погибших были перезахоронены здесь же на кладбище, и в 1985 году на этом месте был установлен памятник.
В 2009 году памятник жертвам геноцида евреев в Ленино был заменён на новый.
Опубликованы неполные списки евреев Ленино, убитых нацистами.

## Комментарии
1. ↑  В русском языке за служащими коллаборационистских полицейских органов закрепилось разговорное уничижительное название полица́й (во множественном числе — полица́и).